# Barranc dels Molins
El barranc dels Molins és un barranc que es troba al terme municipal d'Ibi, a la comarca valenciana de l'Alcoià. És un paratge d'alt valor mediambiental, que comunica el poble amb la Font Roja mitjançant una sendera.
Està encaixonat entre dues parets verticals, on hi destaca la Penya Almarra. Les aigües i fonts que recull el barranc, dins de la conca del riu Verd, brollen tot l'any, i han permés que hi haja un aprofitament humà en forma dels molins fariners i paperers que li han donat el nom modern (abans era conegut com a barranc de Santa Maria). Actualment, encara s'hi pot observar el Molí de Llapissera i les restes del Molí de la Tía Roseta, el Molí de la Penya i el Molí de Paper. Prop hi ha un rentador, datat de 1903.
A les coves de les parets que tanquen el barranc s'han trobat restes arqueològiques, per la qual cosa ha estat declarat Patrimoni Cultural Valencià.